# Este (Pàdua)
Este (italià: [ˈɛste]) és un municipi de la província de Pàdua, a la regió del Vèneto, al nord d'Itàlia. Està situat als peus de les Muntanyes Euganes, a uns 32 km de Pàdua.
A 30 de novembre de 2021 la seva població era de 15.980 habitants.